# Tabanus anderssoni
Tabanus anderssoni är en tvåvingeart som beskrevs av Philip 1972. Tabanus anderssoni ingår i släktet Tabanus och familjen bromsar. Inga underarter finns listade i Catalogue of Life.